# Słup majowy

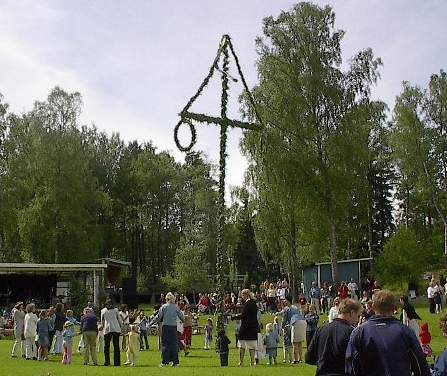
Taniec wokół Słupa Majowego

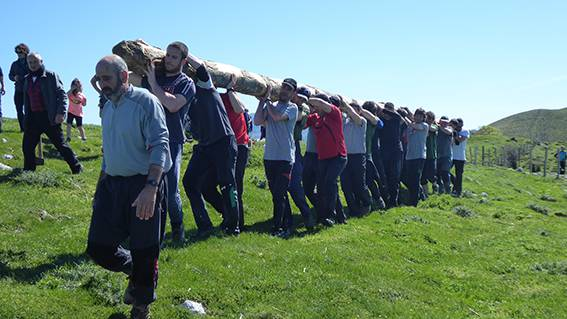
Baskijscy mężczyźni niosący pień drzewa ściętego na słup majowy

Słup majowy, drzewko majowe, gaik, maik lub moj (ang. maypole, niem. Maibaum)  – słup drewniany, wyrzeźbiony najczęściej z klonu, brzozy, bądź głogu, stawiany w maju w wyznaczonym miejscu przez lokalną społeczność, która następnie urządzała zabawę.

## Opis

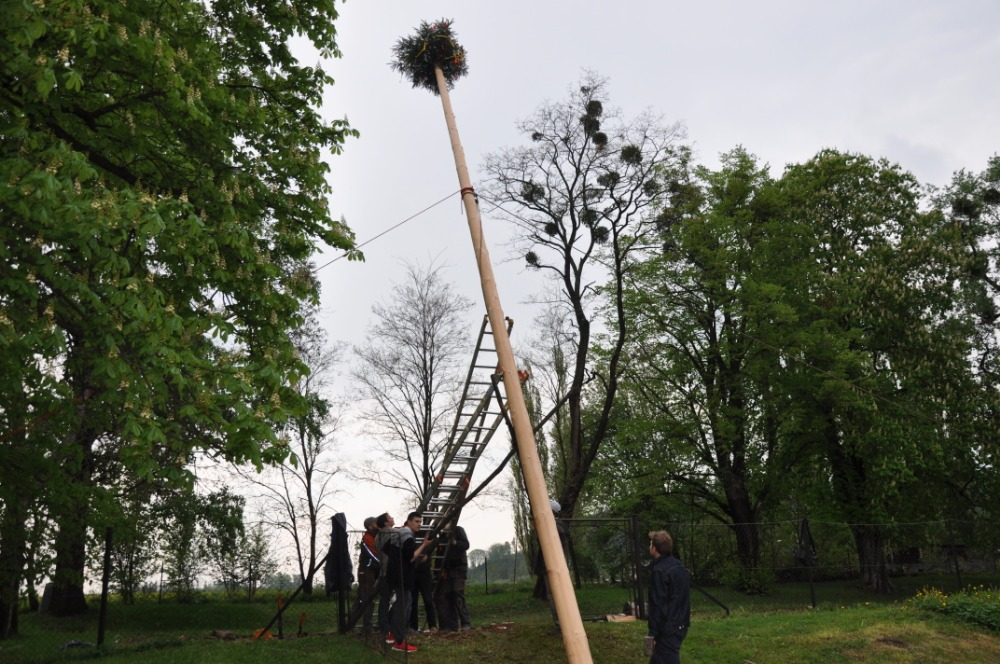
Stawianie tzw. maja w Wędryni, na Śląsku Cieszyńskim

Badacze widzą w zwyczaju stawiania słupa majowego pozostałość animistycznych wierzeń europejskich. Klasyczny przykład osi świata, axis mundi (po której można było podróżować pomiędzy różnymi światami) lub też (według niektórych badaczy) falliczny symbol płodności.
Podczas majowych celebracji słup przystrajany proporcami, wstęgami, wieńcami i girlandami z kwiatów. Towarzyszył temu zazwyczaj specjalny taniec (znany jako Taniec Majowego Słupa), polegający na tańczeniu w kręgu wokół słupa – w bardziej skomplikowanej wersji, trzymając w rękach końce przymocowanych do słupa wstęg, które podczas tańca owijają się wokół słupa (żeby je rozwinąć należało zacząć tańczyć w przeciwnym kierunku). Taniec wokół słupa stanowił celebracje życiodajnych sił natury, wczesnego lata.
W Polsce drzewko majowe, na śląskich i wielkopolskich wsiach, a także na Podhalu (tereny przyległe do Spisza – okolice Sromowiec w Pieninach) gaik, maik, mojka, moj, nowe latko. Od drzewka majowego wzięła najprawdopodobniej nazwę wieś Majewo (niem. Maibaum). Na Podlasiu nadnarwiańskim „chodzenie z królewną”. Słupy majowe można spotkać m.in. na terenie Śląska Cieszyńskiego, Moraw i Słowacji .
W wierszu pt. „Maik” Maria Konopnicka opisała wiejską zabawę dziecięcą polegającą na klaskaniu i obnoszeniu maikowej wiechy.